# 劉政鴻
劉政鴻（1947年11月12日—），中華民國政治人物，中國國民黨籍，生於苗栗縣後龍鎮，曾任苗栗縣縣長、立法委員，具有臺灣原住民平埔族群道卡斯族之血統，畢業自省苗中竹南分部、情報學校士官班畢業。
劉政鴻父親劉順清、已故前妻陳錦繡皆曾任縣議員，在地方政治派系上屬於劉派代表性人物。票源分佈全縣，票倉主要位於頭份市、苗栗市、竹南鎮、苑裡鎮和後龍鎮。2009年三合一選舉時，在苗栗縣18個鄉鎮市均獲得過半支持。其施政評價兩極，經常引起社會關注，是個草根性相當強的政治人物。

## 家庭
劉政鴻父親劉順清於日治時期先後擔任外埔公學校訓導、後龍公學校訓導和公司寮公學校（今同光國小）訓導，最後在擔任後龍國民學校訓導時，於1942年改姓名為大島清光。戰後劉順清擔任苗栗縣後龍鎮新港國小校长，後棄教職而從政，曾連任苗栗縣第五、六、七、八屆縣議員。劉政鴻已故前妻陳錦繡生前亦曾擔任第九屆縣議員，而他本人則自1982年起連續擔任第十、十一兩屆縣議員。

## 經歷
劉政鴻於1992年當選第二屆立法委員。1995年，競選第三屆立法委員連任失敗。1998年，第四屆立法委員選舉，捲土重來以5萬7千餘票的21%得票率當選。2001年，第五屆立法委員選舉，再次以4萬1千餘票16%連任，並表態將角逐下屆苗栗縣縣長。
2004年，接受中國國民黨徵召，投入第六屆立法委員選舉，再次5萬3千餘票連任，得票率達22%，已有問鼎百里侯之實力。2005年，由國民黨提名參選苗栗縣長選舉，當選，邀請客家籍林久翔擔任副縣長。2009年，再次由國民黨提名參選苗栗縣長選舉，當選連任。

### 苗栗縣縣長時期

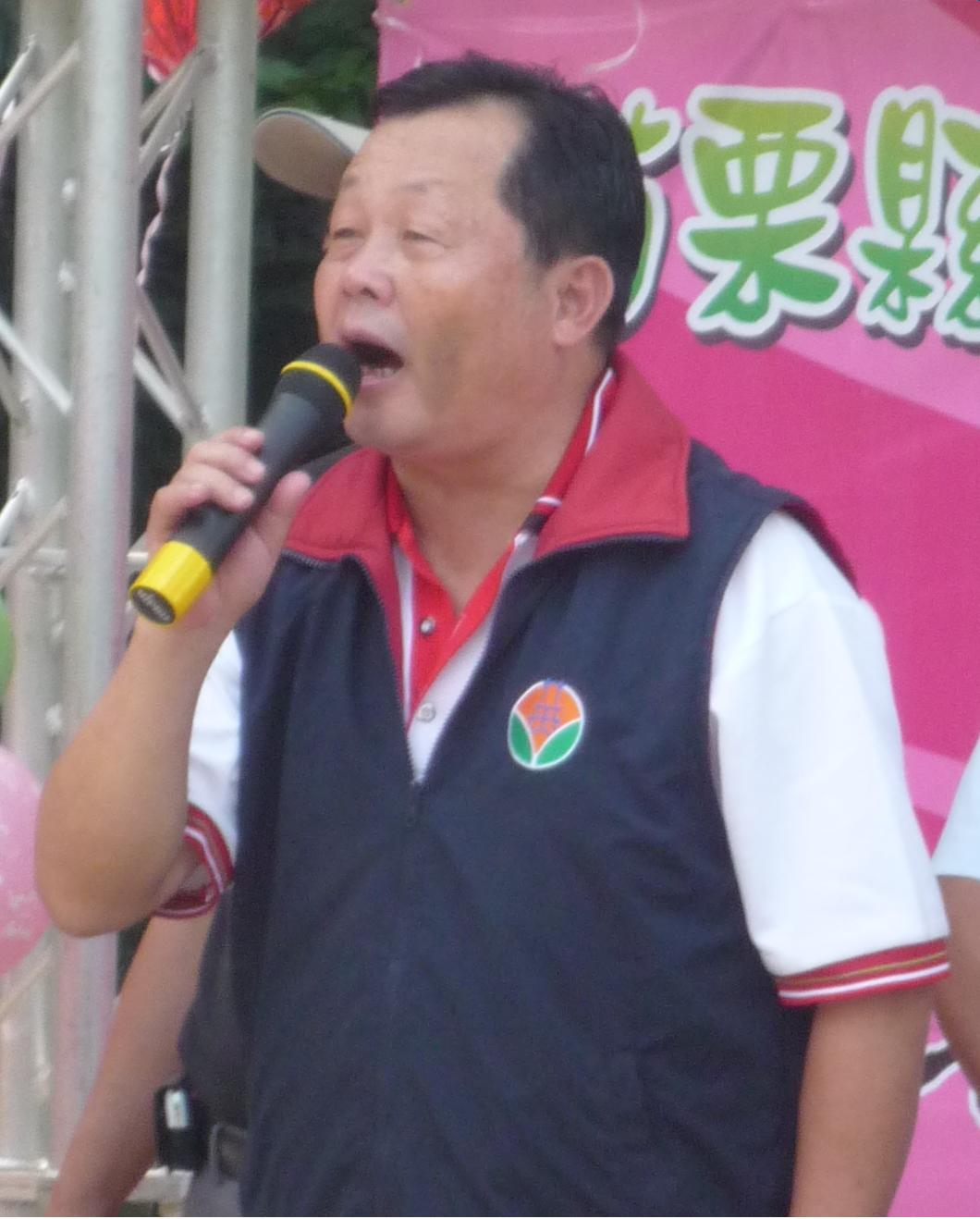
苗栗縣縣長任內（2008年）

在地方上素有「苗栗理財王」、「劉百億」之稱，與苗栗縣政府負債新臺幣648億有關。根據監察院公報，劉政鴻在八年任內還清自己的負債5200萬元，完全與縣長的薪資不相稱，繼任劉政鴻的縣長徐耀昌則表示：對於前朝沒有看法，不便置喙。但當新聞媒體追問，檢調恐將調查劉政鴻時，徐雙手合十說道：「阿弥陀佛」。

#### 大埔事件

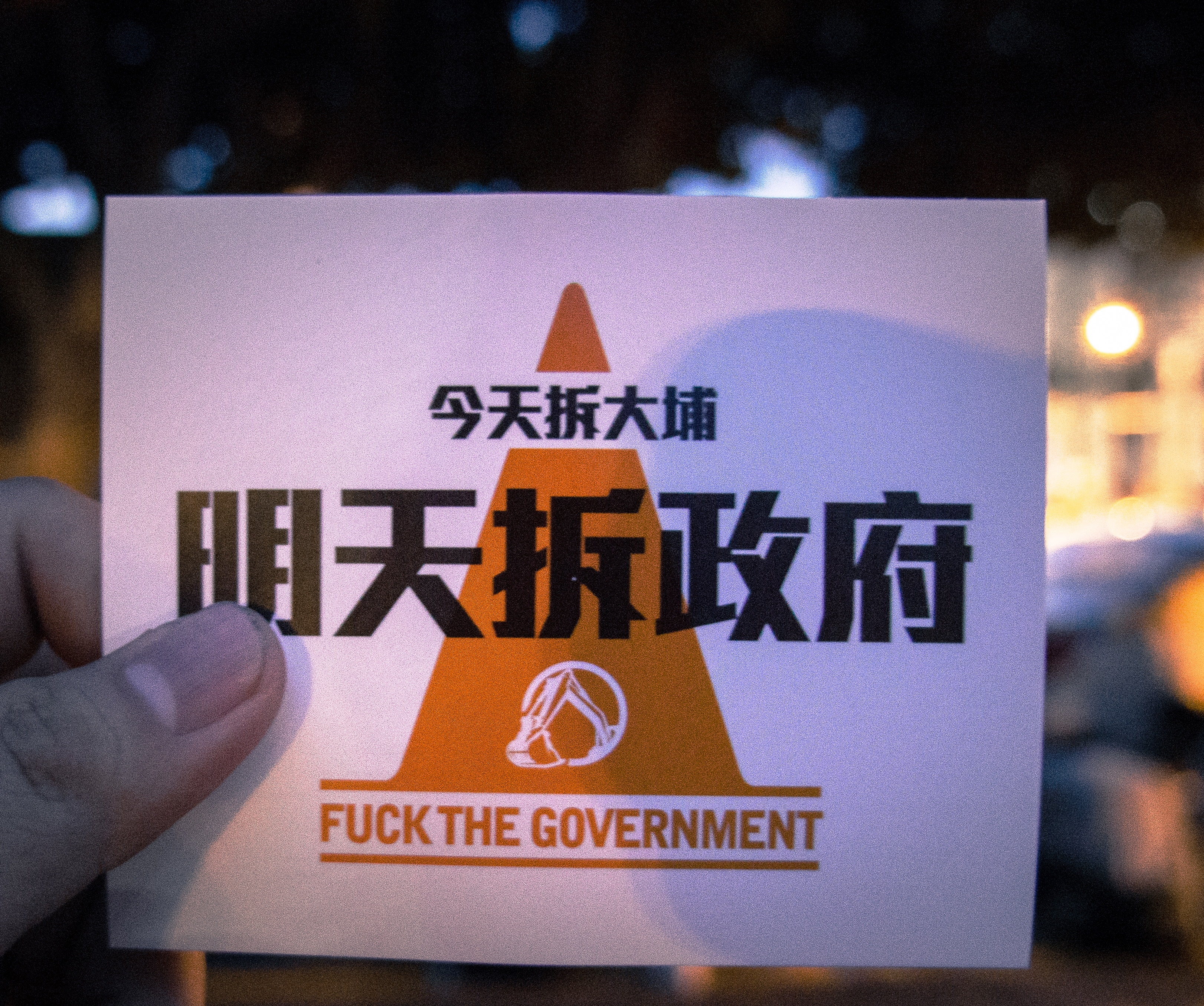
大埔事件精神標語

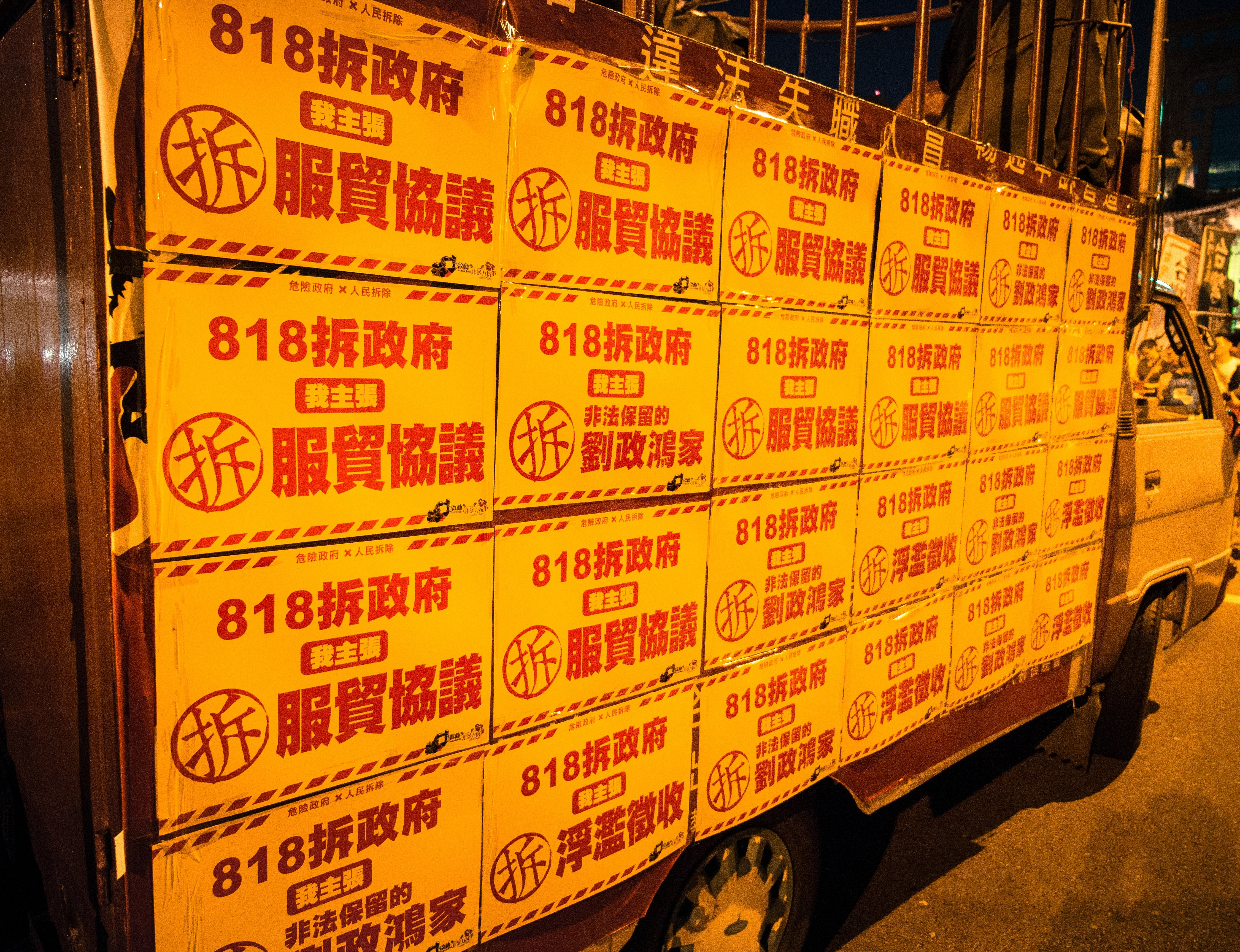
臺灣民主戰車宣揚拆政府以反對國民黨政府黑箱作業與劉政鴻濫權

大埔事件是發生在苗栗縣竹南鎮大埔里居民反對政府區段徵收與強制拆除房屋的抗爭事件。肇因苗栗縣政府執行「新竹科學園區竹南基地暨周邊地區特定區」都市計劃，以區段徵收方式，進行徵收。
2010年6月9日，苗栗縣政府在98%當地地主同意區段徵收並完成抵價地申請後，進行整地工程，同時對於在區內尚未同意徵收農戶但已被強制徵收的農地上，在即將收成的稻田中開挖土機直接執行整地施作公共設施工程，破壞了徵收範圍的稻田，引發抗爭，經媒體報導與批判，引發後續一連串公民團體的抗爭與全國性的聲援，要求修改法令。
事後內政部和苗栗縣政府依照時任行政院院長吳敦義指示，和自救會達成共識，劃定專區配農地給自救會。2013年則因為城市规划變更致生計劃道路上建築的拆除事件。爭議延續至今仍未平息。
業務主管公務員離奇死亡
原任苗栗縣政府地政處副處長的賴紹本，疑阻擋劉政鴻二哥劉政宗要求違法變更一塊農地為建地，遭劉兄批評，賴紹本也因此被劉政鴻約談多次，之後即調離職務。賴被降調竹南地政事務所主任後，主管該鎮所轄大埔里土地的他於2011年5月30日離家後下落不明，31日被人發現陳屍竹南鎮龍鳳漁港消波塊間。家屬懷疑死因與地政事務有關。其遺孀堅稱賴沒有自殺的理由，懷疑遺書經人偽造，控訴劉政鴻和縣府相關官員在先生死後態度詭異。其子賴建光則質疑已退休的前地政處課員湯錦榮曾為劉政鴻哥哥關說變更地目案，要賴紹本讓該案通過，但賴紹本認為違法。賴建光懷疑湯與賴紹本之死有關。賴建光宣稱賴紹本出身海軍陸戰隊蛙人，如要尋短不會選擇跳海。此案最後無人被起訴。
金曲獎入圍歌手謝和弦於2013年在網路發表歌曲影片指責劉政鴻是把吳國光、柯石城、朱馮敏、賴紹本、張森文等人逼死的主謀。

#### 生態相關
2011年5月8日，下午於客家大院流放牛蛙，被保育團體批評大開生態倒車。對此林務局於5月9日發出新聞稿指出，外傳共700台斤的牛蛙實為640台斤的虎皮蛙與60台斤的牛蛙，並與苗栗漁業科合作進行移除。
2011年10月28日，為了推展苗縣大閘蟹養殖新興產業，指示農業處擬訂輔導養殖獎助辦法，計畫連續3年補助業者每年每公頃20萬元，同時由業者籌畫成立大閘蟹養殖協會，訂立產銷制度，以結合觀光發展。但是該團隊多次使用公費造訪中國大陸考察，被質疑有「假考察，真出遊」之嫌疑；而2015年蘇迪勒颱風破壞了養殖場的防逃設施，因此發生了大閘蟹脫逃的生態危機事件。
2012年4月26日，放流了1萬4千尾的草魚和大頭鰱，本來是要增加河川生態多樣化，但是保育團體卻抨擊此行為缺乏生態常識，放流外來種的魚苗，很可能會造成生態浩劫，後果無法估計。

#### 苗栗縣警局苗栗分局長遭撤換
2012年2月18日，苗栗縣警局苗栗分局長吳梅花遭撤換，肇因於苗栗縣長劉政鴻函文警政署，指責她處理群眾抗爭時「舉牌太慢」，未做好交通疏導。其一，2010年10月20日，73歲的朱馮敏老太太因祖傳的三千多坪農地被縣府強制徵收，喝農藥自殺。公祭結束後群眾前往劉政鴻位於後龍鎮的住宅前拋灑冥紙抗議，有數人未經合法申請就到縣府前違法抗爭，吳梅花率領的苗栗警方前後只舉了2次警告牌，第3次遲遲沒有舉牌，他要求吳梅花依法逮捕，吳的態度消極，沒有積極捍衛公權力。其二，劉政鴻另說，吳梅花擔任通霄警分局長時，通霄舉辦1萬多人的「吃飯擔」活動，當時嚴重堵車，他也塞在車陣；今年春節，通往大湖草莓風景區的台72線東西向快速道路，堵車3公里，吳梅花是轄區分局長，未做好交通規劃及疏導勤務，導致遊客對交通觀感不佳，嚴重影響觀光。

#### 索回饋金事
台電於2012年欲斥資915億元擴建苗栗縣通霄發電廠，劉政鴻以台電製造污染為由，向台電要求10億元回饋金。

#### 華隆廠區土地地目變更
2012年9月5日出刊的壹週刊報導苗栗縣政府快速通過相關審議，協助苗栗縣議會副議長陳明朝所屬建設公司變更頭份華隆廠區土地地目開發住宅區，牟利百億，並影射陳因此對縣長劉政鴻妻子杜麗華購買的三角窗透天厝半買半相送。苗栗地檢署表示將分案調查，了解地目變更過程是否涉及不法。根據週刊報導，陳明朝經由法拍標得華隆總廠四萬多坪土地後，將其列為頭份尚順廣場開發案的第三期工程，週刊指出，在劉政鴻力挺之下，「縣政府快馬加鞭，將華隆總廠工業區用地辦理變更為住宅區，讓官商大賺百億元暴利；放任工人退休金、資遣費沒有著落」；「預計今年十月動工的尚順廣場第二期，從送件申請到縣都委會通過審查，前後只花八十四天」。

#### 劉政鴻胞弟違建遭拆
劉政鴻胞弟劉政池在陽明山向陽管處承租國有土地所建之房屋，存有地下貨櫃屋等違建由立法委員何志偉舉發，於2013年被強制拆除，而劉政鴻遭指控關說。為此劉政鴻將縣府訂的蘋果日報及自由時報退報。

#### 十大惡人事件
2013年12月，朱學恆製作影片，並上傳至網路，諷刺劉政鴻為「中華民國102年第一屆十大惡人」，遭劉提出妨害名譽訴訟，而朱獲不起訴處分。。

#### 隨扈升官
劉政鴻安插數名貼身警察隨扈進消防局，不僅位居要職，原來只是一線三星警員的李煌閔，月前高升為二線三星的消防局教育訓練科長，妻子何佳韾也任局長室科員，引發基層反彈，認為縣長以政治力霸凌消防專業，任由「外行領導內行」而且隨扈密集更換，警界也傳出已成升官的跳板。

#### 過量舉債
據《台灣蘋果日報》報導，前任縣長傅學鵬卸任後縣府負債202億元，而劉政鴻卸任後欠債突破600億元，高居六都外各縣市第一名。徐耀昌繼任不久時，縣政府初步估算，縣府欠債光是1年利息就要5億多元，且縣庫窘迫，無力於過年前發放2015年的年終獎金。故徐請求中央支援。
對遺留大量債務的質疑，劉政鴻表示任內雖然舉債，但也開發財源，且從未遲發工资，並呼籲縣府應加強理財。

### 縣長卸任之後
2016年10月6日，劉政鴻遭到監察院通過弹劾。 （页面存档备份，存于）
2022年7月17日，國民黨中央指派劉政鴻接任苗栗縣黨部主委，全力輔選黨提名的謝福弘。11月26日，因為謝福弘敗選而向中國國民黨秘書長黃健庭口頭請辭負責。

## 選舉紀錄
| 年度 | 選舉屆數               | 選舉區               | 所屬政黨   | 得票數  | 得票率 | 當選標記 | 備註 |
| ---- | ---------------------- | -------------------- | ---------- | ------- | ------ | -------- | ---- |
| 1992 | 第二屆立法委員選舉     | 苗栗縣立法委員選舉區 | 中國國民黨 | 56,355  | 21.52% |          |      |
| 1995 | 第三屆立法委員選舉     | 苗栗縣立法委員選舉區 | 中國國民黨 | 60,234  | 22.22% |          |      |
| 1998 | 第四屆立法委員選舉     | 苗栗縣立法委員選舉區 | 中國國民黨 | 57,521  | 21.65% |          |      |
| 2001 | 第五屆立法委員選舉     | 苗栗縣立法委員選舉區 | 中國國民黨 | 41,493  | 16.01% |          |      |
| 2004 | 第六屆立法委員選舉     | 苗栗縣立法委員選舉區 | 中國國民黨 | 57,389  | 10.80% |          |      |
| 2005 | 第十五屆苗栗縣縣長選舉 | 苗栗縣               | 中國國民黨 | 134,277 | 47.91% |          |      |
| 2009 | 第十六屆苗栗縣縣長選舉 | 苗栗縣               | 中國國民黨 | 181,256 | 63.79% |          |      |

## 外部連結
| 中華民國政府職務 | 中華民國政府職務                                         | 中華民國政府職務 |
| ---------------- | -------------------------------------------------------- | ---------------- |
| 苗栗縣政府       |                                                          |                  |
| 前任： 傅學鵬    | 苗栗縣縣長 第十五、十六屆 2005年12月20日－2014年12月25日 | 繼任： 徐耀昌    |